# Godków (stacja kolejowa)
Godków – stacja kolejowa w Godkowie-Osiedlu, w województwie zachodniopomorskim, w Polsce.

## Ruch pasażerski
| Rok  | Wymiana pasażerska na dobę |
| ---- | -------------------------- |
| 2017 | 50-99                      |
| 2022 | 50-99                      |